# Волонга (Вологодская область)
Волонга — посёлок в Харовском районе Вологодской области.
Входит в состав Семигороднего сельского поселения, с точки зрения административно-территориального деления — в Семигородний сельсовет.
Расстояние по автодороге до районного центра Харовска — 24 км, до центра муниципального образования Семигородней — 9 км. Ближайшие населённые пункты — Возрождение, 6 км, Семигородняя.
По переписи 2002 года население — 61 человек (26 мужчин, 35 женщин). Преобладающая национальность — русские (95 %).
В посёлке Волонга есть мобильная связь от компании МТС. Недалеко от посёлка расположено кладбище. Магазинов в посёлке нету.
Через посёлок текут две реки, Волонга и Двиница.